# Sapajus flavius
Il cebo dorato o cappuccina bionda (Sapajus flavius Schreber, 1774) è un primate platirrino della famiglia dei Cebidi.

## Distribuzione e habitat
Vive nelle aree costiere del Brasile nord-orientale (stati di Pernambuco, Alagoas, Paraíba).